# Joldelund
Joldelund eller Hjoldelund er en landsby og kommune beliggende omtrent 28 km sydvest for Flensborg på gesten (midtsletten) i Sydslesvig. Administrativt hører kommunen under Nordfrislands kreds i den tyske delstat Slesvig-Holsten. Den samarbejder på administrativt plan med andre kommuner i omegnen i kommunefællesskab Midterste Nordfrisland (Amt Mittleres Nordfriesland). Joldelund er sogneby i Joldelund Sogn (Hjoldelund Sogn). Sognet lå i Nørre Gøs Herred (Bredsted Amt), da Slesvig var dansk indtil 1864.

## Geografi
Området bestod tidligere især af hede og mose, hvis produkt, tørv, var en vigtig indtægtskilde for beboerne. Derom minder endnu stednavne som Hjælmmose (Jalmmose), Hørmose og Klynemose. Jorderne er sandede og magre. Den syd for byen beliggende Østenå danner sogne- og kommunegrænsen til Trelstrup (Trelstrup Sogn). Åen munder sydvest for byen ved Almtrup i Arlåen. Højeste punkt er Kambjerg (Kammbarg), beliggende vest for byen. Navnet Kambjerg synes subst. kam (oldord. kambr), anvendt vom takkede højderygge, navnet indgår også i norske fjeldnavne. Syd og sydvest for Joldelund ligger engarealerne Lykke (Lück) og Stub (Stop). Nordøst for byen udspringer Goldebækken.
Byens romanske stenkirke er fra 1200. Joldelunds vindmølle er fra 1771. Skolesproget på distriktsskolen i Joldelund var dansk i årene før krigen 1864. Kommunen er overvejende landbrugspræget, nord for Østenå er der flere vindmølleanlæg (vindmøllepark). 

## Historie
Joldelund er første gang nævnt 1445/1450. Forleddet kan være genitiv af mandsnavn *Hialli (Hjolde), kan beskrive en forhøjning (sml. mda. hjald, glda. hiall, oldisl. hjallr) eller kan være afledt af oldnordisk hildr i betydning kamp. På dansk findes både formen Joldelund og Hjoldelund. På sønderjysk skrives bynavnet Joljlunj. Med under Kommunen hører lokaliteterne Joldelundmark og den på vejen til Sillerup beliggende Sønderland (Süderland).
Efter den 2. Slesvigske krig 1864 kom landsbyen til Tyskland. Ved folkeafstemningen i 1920 stemte 211 indbyggere (84,06 %) tysk og 40 (15,94 %) dansk.